# Carlos Blanco Pérez
Carlos Alberto Blanco Pérez (Madrid, 7 maart 1986) is een Spaanse schrijver, egyptoloog, filosoof, chemicus, academisch en voormalig wonderkind. Hij is de auteur van Conciencia y Mismidad, Athanasius en The integration of knowledge.
In 2015 werd hij gekozen tot lid van de World Academy of Art and Science en hij is lid van de European Academy of Wetenschappen en kunsten. 
In mei 1998, na het behalen van het hoogste cijfer in de cursus over Egyptische hiërogliefen aangeboden door de Spaanse Vereniging voor Egyptologie, werd hij door de Spaanse krant El Mundo beschouwd als de jongste egyptoloog in Europa en de jongste hiërogliefen ter wereld.
Hij is faculteitslid van de Pauselijke Universiteit van Comillas, een jezuïeteninstelling in Madrid, waar hij filosofie doceert, en hij is een van de oprichters van The Altius Society, een wereldwijde vereniging van jonge leiders die een jaarlijkse conferentie organiseert aan de universiteit van Oxford. Hij heeft een doctoraat in de filosofie, theologie en een master in de chemie.
- Biblioteca Nacional de España: XX4682234
- Bibliothèque nationale de France: cb16915315t (data)
- Gemeinsame Normdatei: 1030296219
- International Standard Name Identifier: 0000 0000 7699 6925
- Library of Congress Control Number: n2013061467
- Nationale Bibliotheek van Israël: 987007587782405171
- Nederlandse Thesaurus van Auteursnamen: 382017579
- ORCID: 0000-0002-8161-6178
- Système universitaire de documentation: 197179819
- Virtual International Authority File: 107001233
- WorldCat: E39PBJh8RmtWyy4KCrRPtPj3cP